# Cantone di Causse et Vallées
Il Cantone di Causse et Vallées è una divisione amministrativa dell'Arrondissement di Cahors, dell'Arrondissement di Figeac e dell'Arrondissement di Gourdon.
È stato costituito a seguito della riforma approvata con decreto del 13 febbraio 2014, che ha avuto attuazione dopo le elezioni dipartimentali del 2015.

## Composizione
Comprende i 47 comuni di:
- Berganty
- Blars
- Bouziès
- Brengues
- Cabrerets
- Cadrieu
- Cajarc
- Calvignac
- Caniac-du-Causse
- Carayac
- Cénevières
- Cras
- Crégols
- Esclauzels
- Espagnac-Sainte-Eulalie
- Espédaillac
- Fontanes-du-Causse
- Frontenac
- Gréalou
- Grèzes
- Labastide-Murat
- Larnagol
- Larroque-Toirac
- Lauzès
- Lentillac-du-Causse
- Lunegarde
- Marcilhac-sur-Célé
- Montbrun
- Nadillac
- Orniac
- Puyjourdes
- Quissac
- Sabadel-Lauzès
- Saint-Cernin
- Saint-Chels
- Saint-Cirq-Lapopie
- Saint-Géry
- Saint-Jean-de-Laur
- Saint-Martin-de-Vers
- Saint-Martin-Labouval
- Saint-Pierre-Toirac
- Saint-Sauveur-la-Vallée
- Saint-Sulpice
- Sauliac-sur-Célé
- Sénaillac-Lauzès
- Soulomès
- Tour-de-Faure